# 汤玛斯·脱尔顿
湯瑪斯·脫爾頓, DD (英語：Thomas Turton，1780年2月5日—1864年1月7日)是 剑桥大学卢卡斯数学教授。他曾担任Dean of Peterborough和伊利主教 ，也是一个作曲家。
湯瑪斯·脫爾頓是湯瑪斯·脫爾頓和安·脫爾頓的儿子，生于雷丁。1801年他进入剑桥大学王后学院就读，不过1804年转到了圣凯瑟琳学院。1805年他学士毕业，被封为senior wrangler并同时获得史密斯奖这一特殊荣誉。1806年，他当选为圣凯瑟琳学院的fellow，随后在1822至1826年担任卢卡斯数学教授，而后担任Regius Professor of Divinity，任期从1827至1842年。
湯瑪斯·脫爾頓担任的神职有：威斯敏斯特大教堂Dean（从1842年至1845年），以及伊利主教 （1845年至1864年）。

## 链接
- WorldCat 聯合目錄中汤玛斯·脱尔顿的著作或與之相關的著作

| 前任者： Robert Woodhouse | 盧卡斯數學教授席位 1822年-1826年 | 繼任者： 喬治·比德爾·艾里 |